# Pterotricha syriaca
Pterotricha syriaca är en spindelart som beskrevs av Raymond Comte de Dalmas 1921. Pterotricha syriaca ingår i släktet Pterotricha och familjen plattbuksspindlar.
Artens utbredningsområde är Syrien. Inga underarter finns listade i Catalogue of Life.